# Stałe Bruna
W roku 1919 Viggo Brun pokazał, że suma odwrotności liczb bliźniaczych jest zbieżna do wartości stałej, która obecnie nazywana jest stałą Bruna dla liczb bliźniaczych. Oznacza się ją na ogół jako B2:
{\displaystyle B_{2}=\left({\frac {1}{3}}+{\frac {1}{5}}\right)+\left({\frac {1}{5}}+{\frac {1}{7}}\right)+\left({\frac {1}{11}}+{\frac {1}{13}}\right)+\left({\frac {1}{17}}+{\frac {1}{19}}\right)+\left({\frac {1}{29}}+{\frac {1}{31}}\right)+\dots }
Zbieżność tej sumy jest tym ciekawsza, że suma odwrotności wszystkich liczb pierwszych jest rozbieżna. Rozbieżność tej sumy byłaby dowodem istnienia nieskończonej liczby par liczb bliźniaczych, a więc stanowiłaby rozwiązanie problemu liczb bliźniaczych.
Przez obliczenie sumy liczb bliźniaczych mniejszych od 1014 przy użyciu komputera, Thomas R. Nicely oszacował wielkość B2 jako równą 1,902160578 (przy okazji odkrywając błąd instrukcji FDIV procesorów Pentium). Najlepsze dotychczas oszacowanie wartości stałej Bruna podał w 2002 Pascal Sebah, używając w tym celu wszystkich liczb bliźniaczych aż do wielkości 1016:
B2 ≈ 1,902160583104
Istnieje także stała Bruna dla liczb czworaczych (czyli układu dwóch par liczb bliźniaczych, odległych o 4). Pierwsze liczby czworacze to
(5, 7, 11, 13), (11, 13, 17, 19), (101, 103, 107, 109). Stała Bruna dla liczb czworaczych, oznaczana jako B4 jest sumą odwrotności wszystkich czwórek liczb pierwszych postaci:
{\displaystyle B_{4}=\left({\frac {1}{5}}+{\frac {1}{7}}+{\frac {1}{11}}+{\frac {1}{13}}\right)+\left({\frac {1}{11}}+{\frac {1}{13}}+{\frac {1}{17}}+{\frac {1}{19}}\right)+\left({\frac {1}{101}}+{\frac {1}{103}}+{\frac {1}{107}}+{\frac {1}{109}}\right)+\dots }
i jej wartość wynosi
B4 = 0,87058 83800 ± 0,00000 00005.
Symbolu B4 używa się także na określenie stałej Bruna dla liczb pokrewnych (liczb pierwszych odległych o 4), co może prowadzić do nieporozumień.